# 馬里亞尼夫卡 (赫梅利尼克區)
49°44′5″N 27°53′27″E / 49.73472°N 27.89083°E
馬里亞尼夫卡（烏克蘭語：Мар'янівка），是烏克蘭的村落，位於該國西南部文尼察州，由赫梅利尼克區負責管轄，始建1790年，面積1.3平方公里，海拔高度289米，2001年人口392。